# Martín Eulogio Rodríguez
Martín Eulogio Rodríguez Custodio (Lima, 24 settembre 1968) è un ex calciatore peruviano, di ruolo centrocampista.